# Eld från himlen, kom
Eld från himlen, kom är en psalm med text skriven 1906 av Thomas Ball Barratt och musik av H S Thompson. Texten översattes till svenska 1916.

## Publicerad i
- Segertoner 1988 som nr 372 under rubriken "Fader, son och ande - Anden, vår hjälpare och tröst".[1]